# دورة فرنسا المفتوحة 1993
قائمة بطولات دورة رولان غاروس لعام 1993 :

## الكبار

### فردي رجال
سيرجي بروغيرا هزم  جي كورير، النتيجة:6-4, 2-6, 6-2, 3-6, 6-3

### فردي سيدات
شتيفي غراف هزمت  ماري جو فيرنانديز، النتيجة:4-6, 6-2, 6-4

### زوجي رجال
لوك جينسون ومورفي جيسنون  هزما مارك كيفن غوينر وديفيد بارينوسيال ()، النتيجة: 6-4, 6-7, 6-4

### زوجي سيدات
جيجي فيرنانديز  وناتاليا زفريفا  هزمتا لاريسا نايلاند () ويانا نوفوتنا ()، النتيجة: 6-3, 7-5

### زوجي مختلط
يوجينيا مانيكوفا وأندريه أولوفيسكي () هزما إيلنا ريناش وداني فايسر ()، النتيجة: 6-2, 4-6, 6-4

## الشباب

### فردي أولاد
روبرتو كاريتيرو () هزم ألبرتو كوستا ()، النتيجة: 6-0, 7-6

### فردي بنات
مارتينا هينغيز () هزمت لورنس كورتويس ()، النتيجة: 7-5, 7-5

### زوجي أولاد
ستيفن داونس وجيمس جرينلباغ () هزما نوفايلي جادوين وجاريث ويليامز ()، النتيجة: 6-1, 6-1

### زوجي بنات
لورنس كورتويس ونانسي فيبر () هزمتا لارا بايتر ومايكا كوتستال ()، النتيجة: 3-6, 6-1, 6-3